# Propranololo
Il propranololo è un principio attivo betabloccante non selettivo, di indicazione specifica contro l'ipertensione e le forme di angina. Fu il primo prodotto efficace betabloccante. La forma generica con cui è commercializzato è propranololo cloridrato.

## Storia e sviluppo
Lo scienziato scozzese James W. Black sviluppò con successo il propranololo nei tardi anni cinquanta. Nel 1988 ottenne il Premio Nobel per la Medicina per questa scoperta.
Il propranololo fu ottenuto dai precursori degli antagonisti dei recettori β-adrenergici dicloroisoprenalina e pronetalolo. La modifica strutturale fondamentale, alla base praticamente di tutti i betabloccanti successivi, fu l'inserzione di un legame etereo tra il naftene e il resto della molecola rispetto alla struttura ariletanolamminica del pronetalolo. Ciò aumentò la potenza del composto e sembrò aver eliminato la carcinogenesi riscontrata nei modelli animali per quanto riguardava il pronetalolo.
Attualmente per il trattamento dell'ipertensione sono utilizzati nuovi betabloccanti, più selettivi, quali ad esempio il nebivololo.

## Farmacocinetica
Il propranololo è assorbito rapidamente e quasi completamente (~90%). Il picco dei livelli plasmatici è raggiunto circa dopo 1-3 ore dall'assunzione per via orale. Nonostante l'assorbimento completo, la biodisponibilità del propranololo è molto variabile (~25%) in quanto il fegato metabolizza gran parte del principio attivo (effetto first-pass). La somministrazione durante o subito dopo i pasti sembra aumentare il livello di biodisponibilità. In caso di insufficienza epatica, di flusso ematico diminuito o in seguito all'assunzione di farmaci inibitori degli enzimi epatici, la presenza di propranololo nella circolazione sistemica può risultare accresciuta.
Anche il suo principale metabolita, ossia il 4-idrossipropranololo, con un'emivita maggiore (5,2-7,5 ore rispetto alle 3-4 ore del propranololo), è farmacologicamente attivo.
Il propranololo è una sostanza altamente lipofila, che pertanto riesce a raggiungere alte concentrazioni nel cervello. L'effetto di una singola dose orale è quindi più lungo dell'emivita del principio attivo, e può raggiungere anche le 12 ore, se la dose è sufficientemente elevata (ad esempio 80 mg). La concentrazione plasmatica effettiva si aggira tra i 10 e i 100 ng/ml.
Il principio attivo ha effetti tossici in una concentrazione plasmatica superiore ai 2000 ng/ml.

## Farmacodinamica
Il propranololo è un betabloccante non selettivo. Ossia, blocca l'azione dell'adrenalina sui recettori adrenergici sia β1 sia β2 del cuore. Così facendo riduce la gittata cardiaca e la pressione arteriosa, in pratica il lavoro del muscolo cardiaco. A differenza di altri betabloccanti, il propranololo non è in grado di attivare parzialmente i recettori β qualora i livelli di catecolamine siano insufficienti (ossia non ha attività simpaticomimetica). Il propranololo non interagisce con i recettori α adrenergici.
Per quanto riguarda le forme di angina, migliorando la tolleranza agli sforzi, ne limita la sintomatologia.

Agendo nel sistema nervoso simpatico fino a bloccarlo e sulla capacità di conduzione del cuore risulta utile anche contro le aritmie cardiache e nello scompenso cardiaco.
L'enantiomero S-(-) ha caratteristiche parzialmente agoniste per i recettori adrenergici. Probabilmente a causa della sua azione sul recettore adrenergico α1, il racemo e i singoli enantiomeri del propranololo hanno mostrato un'azione simile alla cocaina nei topi, in particolare il più potente si è rivelato l'S-(-)propranololo. Si è anche osservato che il propranololo ha un effetto inibitorio sul trasportatore della noradrenalina, stimola il rilascio di quest'ultima e ha attività parzialmente antagonista per i recettori della serotonina. I primi due sono effetti indiretti, mentre l'ultimo è un effetto diretto.
Entrambi gli enantiomeri del principio attivo hanno effetto anestetico locale (topico).

## Indicazioni

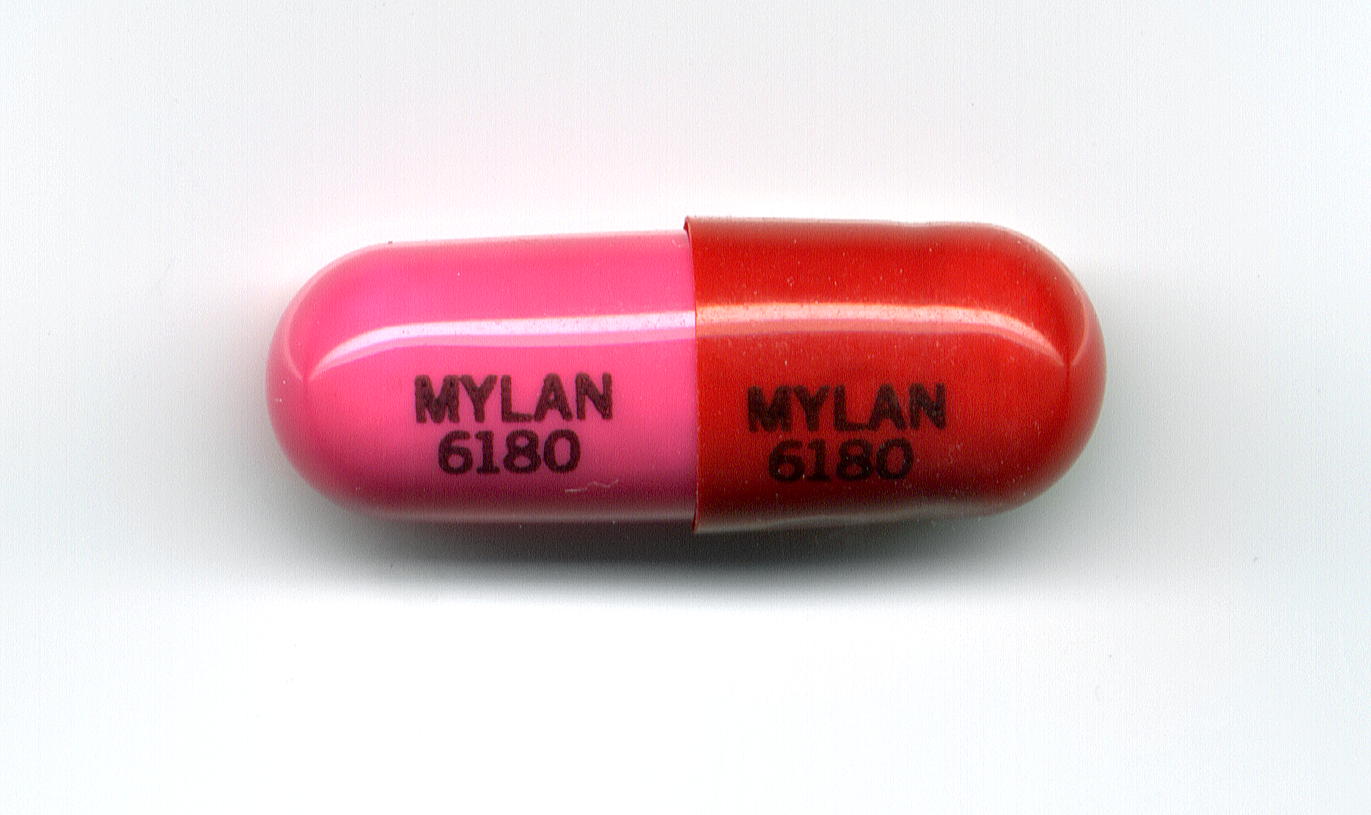
Una capsula da 80 mg di propranololo

Il propranololo è utilizzato in diversi casi quali:
- Ipertensione
- Ipertensione portale (previene il sanguinamento delle varici esofagee)
- Angina
- Tachiaritmie (anche indotte da digitalici)
- Infarto miocardico acuto
- Cardiomiopatia ipertrofica[5][6]
- Feocromocitoma (in combinazione con un α-bloccante)[7][8]
- Tireotossicosi[9][10][11]
- Tremore essenziale[12][13][14][15]
- Tetralogia di Fallot[16][17]
- Glaucoma[18][19]
- Profilassi dell'emicrania e della cefalea a grappolo

### Usi sperimentali e off-label
Il propranololo presenta numerosi usi off-label e ultimamente sta venendo sperimentato per il trattamento di vari altri disturbi.
Spesso viene usato da musicisti e oratori per evitare il panico da palco (ansia da pubblico). A volte i chirurghi lo assumono per evitare il tremore naturale delle mani durante le operazioni.
Altri usi off-label sono il trattamento della cefalea di tipo tensivo, dell'acatisia causata da antipsicotici e dei tremori dovuti alla malattia di Parkinson (composizione a rilascio prolungato)..
Studi risalenti al giugno 2008 sembrano indicare il propranololo come terapia migliore ai corticosteroidi in caso di gravi emangiomi, in quanto presenta minori effetti collaterali.
Il farmaco è stato ed è sperimentato anche in campo psichiatrico per trattare:
- l'assunzione eccessiva di liquidi nella polidipsia psicogena[27][28][29]
- il comportamento aggressivo di pazienti con danni cerebrali[30][31]
- il disturbo post traumatico da stress.[32]
- Accelerare l'effetto terapeutico degli SSRI/SNRI grazie alle sue capacità agoniste all'aurorecettore 5HT1A.

Per quanto riguarda quest'ultimo, il propranololo inibisce gli effetti della noradrenalina, un neurotrasmettitore che rafforza il consolidamento della memoria. Alcuni studi hanno dimostrato che i pazienti a cui è somministrato propranololo subito dopo un'esperienza traumatizzante mostrano sintomi meno seri di disturbo post traumatico da stress rispetto a coloro i quali non han ricevuto il farmaco. Tuttavia, i risultati di questi studi non si possono considerare conclusivi. Inoltre, è in corso un notevole dibattito sul fatto se sia etico o meno l'utilizzo di farmaci per influenzare la memoria umana.
Il propranololo è stato studiato anche, insieme a numerosi altri farmaci membrana-attivi, per possibili effetti sul Plasmodium falciparum e quindi per il trattamento della malaria. Tuttavia, effetti positivi in vitro non sono stati accompagnati da un'utile azione antiparassitaria in vivo contro Plasmodium vinckei e Plasmodium yoelii nigeriensis. Tuttavia uno studio singolo del 2006 ha mostrato che il propranololo può ridurre il dosaggio necessario dei farmaci esistenti, affinché siano efficaci contro P. falciparum, di 5-10 volte, suggerendo un uso combinato nelle terapie.
Uno studio di coorte pubblicato nel 2017 con un numero limitato di pazienti, mostra come il farmaco sia significativamente in grado di rallentare la progressione del melanoma cutaneo dell'80%, aumentando il tasso di sopravvivenza dei pazienti.

## Controindicazioni e precauzioni d'uso
Il propranololo dovrebbe essere somministrato con cautela in pazienti che soffrono di:
- diabete mellito o ipertiroidismo, dal momento che i segni e i sintomi dell'ipoglicemia e della tireotossicosi possono venir mascherati dal farmaco. Esso può anche influire sui livelli glicemici sanguigni
- vasculopatia periferica e fenomeno di Raynaud, che possono aggravarsi
- feocromocitoma, in quanto l'ipertensione può venire aggravata se non è preceduta da un'adeguata terapia a base di alfabloccanti
- miastenia gravis, che può peggiorare
- blocco atrioventricolare di primo grado

Il farmaco dev'essere inoltre somministrato con cautela congiuntamente ad altri farmaci con effetti bradicardici e deve essere evitata l'interruzione brusca della sua somministrazione in quanto il paziente potrebbe andare incontro a ischemia miocardica. Il farmaco riduce inoltre la risposta sistemica alla somministrazione di adrenalina.
Il propranololo è controindicato per i pazienti che soffrono di:
- malattie delle vie aeree, in particolare asma o bronchite cronica ostruttiva
- bradicardia (<60 battiti/minuto)
- grave ipotensione
- sindrome del nodo del seno
- blocco atrioventricolare (di secondo o terzo grado)
- shock cardiogeno
- insufficienza cardiaca non controllata
- angina di Prinzmetal
- acidosi metabolica

## Effetti indesiderati
Agendo indistintamente su tutti i recettori β-adrenergici, il propranololo presenta effetti indesiderati principalmente a livello cardiocircolatorio e respiratorio.

Diminuendo sostanzialmente il lavoro del miocardio può indurre bradicardia, ipotensione e portare all'insufficienza cardiaca. Tra gli altri effetti collaterali cardiocircolatori si hanno alterazioni del sistema di conduzione cardiaco, vasocostrizione periferica e trombocitopenia.

A livello respiratorio il propranololo può provocare broncospasmo e dispnea.
Numerosi sono anche gli effetti collaterali minori, quali cefalea, disturbi del sonno, affaticamento, parestesia, vertigini, stordimento, psicosi, nausea, porpora, disfunzioni sessuali e disturbi della vista.
La somministrazione di propranololo può portare al peggioramento di psoriasi e alopecia preesistenti, e raramente alla comparsa di rash e di secchezza oculare.

## Dosaggi
La posologia specifica viene rimandata al medico cardiologo, di seguito vengono indicate le dosi medie e massime.
Per via orale:
- Ipertensione, 80 mg due volte al giorno a seconda della tipologia (max 320 mg/die). Nel trattamento dell'ipertensione portale le dosi sono dimezzate
- Angina, 40 mg 2-3 volte al giorno (max 240 mg/die)
- Tachiaritmie, tireotossicosi, cardiomiopatia ipertrofica 10–40 mg 3-4 volte al giorno (max 240 mg/die)
- Prevenzione post-infarto miocardico acuto, 40 mg quattro volte al giorno per 2-3 giorni, in seguito 80 mg due volte al giorno.
- Feocromocitoma (terapia da associarsi sempre a un α-bloccante) 60 mg per 3 giorni in caso di operazione, altrimenti metà dose di mantenimento
- Gestione dell'ansia, singola dose 40 mg/die (max 120 mg/die in tre dosi)
- Prevenzione dell'emicrania, controllo del tremore 40 mg due-tre volte al giorno (max 160 mg/die)
- Trattamento del QT lungo 40 mg tre volte al giorno (adulti)

Altri dosaggi:
- Tiroidite silente, 20–40 mg 3-4 volte al giorno

La somministrazione per via endovenosa dovrebbe limitarsi ai casi di aritmie pericolose per la vita e nei pazienti sotto anestesia. I parametri vitali del paziente devono essere strettamente monitorati.
Nei pazienti che soffrono di insufficienza epatica o renale, così come nelle donne incinte e durante l'allattamento, i dosaggi orali dovrebbero essere ridotti.

## Trattamento di emergenza
In caso di emergenze dovute agli effetti collaterali del propranololo, solitamente viene somministrata atropina per via endovenosa. Altri trattamenti prevedono la somministrazione di glucagone o di isoprenalina.

## Interazioni
I betabloccanti, incluso il propranololo, hanno un effetto potenziante su altri farmaci che diminuiscono la pressione sanguigna, o che diminuiscono la conduttività o la contrattività cardiache. In particolare, interazioni rilevanti dal punto di vista clinico si sono verificate con:
- verapamil
- adrenalina
- agonisti selettivi dei recettori adrenergici β2
- clonidina
- alcaloidi dell'ergot
- isoprenalina
- farmaci antinfiammatori non steroidei (FANS)
- chinidina
- cimetidina
- lidocaina
- fenobarbital
- rifampicina
- fluvoxamina[40]